# Tennis Canada
Tennis Canada é o órgão regulador nacional do tênis no Canadá. Trabalha em conjunto com as associações provinciais para organizar torneios e regras. Ela também supervisiona a Equipe Canadense de Copa Davis assim como a da Fed Cup. A Tennis Canada foi formada em 1890 e é membro pleno da Federação Internacional de Tênis (ITF). A Tennis Canada opera sob os auspícios da Sport Canada [en] e é membro do Comitê Olímpico Canadense. A equipe de gerenciamento de eventos da Tennis Canada é diretamente responsável por todas as competições nacionais e internacionais no Canadá, incluindo campeonatos juniores, seniores e para cadeiras de rodas.

## Histórico
A Canadian Lawn Tennis Association (CLTA) foi formada em 1º de julho de 1890, em Toronto, Ontário. Estiveram presentes delegados de pelo menos treze clubes: seis clubes de tênis de Toronto, incluindo o Toronto Lawn Tennis Club; dois clubes de Montreal, Quebec; e clubes de Londres, Ottawa, St. Catharines, Peterboro e Petrolea, todos em Ontário. Charles Smith Hyman, que ganhou o título de simples do Campeonato Canadense (mais tarde conhecido como Aberto do Canadá) cinco vezes na década de 1880, foi escolhido como seu primeiro presidente e cumpriu três mandatos de um ano (1890–1892). A CLTA começou a organizar o Campeonato Canadense no Toronto Lawn Tennis Club, começando com o torneio de 1890. Eles adotaram as regras do All England Lawn Tennis Club, o clube que hospeda o Torneio de Wimbledon. A partir de 1894, a CLTA começou a organizar um campeonato júnior para meninos de 18 anos ou menos.
No primeiro quarto de século de sua existência, dois homens serviram por longos mandatos como presidente da CLTA: Henry Gordon MacKenzie por oito anos (1893–1900), e A. C. McMaster por treze anos (1904–1916). A "International Lawn Tennis Federation" (ILTF) foi formada em 1913, e a CLTA foi convidada para ser membro fundador, mas recusou. Em 1915, com muitos jogadores lutando na Primeira Guerra Mundial, a CLTA decidiu suspender a participação canadense na Copa Davis e também suspender o Campeonato Canadense. Durante a guerra, os torneios canadenses foram suspensos, exceto quando "todas as receitas fossem destinadas à Cruz Vermelha ou a outros fundos patrióticos". Em 1919, a CLTA retomou os torneios canadenses, mas aprovou resoluções restringindo jogadores canadenses de competir "em torneios autorizados por alemães, austríacos, turcos ou búlgaros" (isto é, as Potências Centrais) e impedindo jogadores dessas nações de competir em torneios canadenses. Em 1920, o Canadá procurou retornar ao jogo da Copa Davis, mas desistiu tardiamente citando a incapacidade de "garantir jogadores do calibre da Copa Davis".
Garnett H. Meldrum foi presidente da CLTA por doze anos (1922–1933). Meldrum, que já havia sido membro fundador da Ontario Lawn Tennis Association, aumentou o prestígio internacional do Campeonato Canadense e começou a movimentar o torneio pelo Canadá. O torneio de 1931, por exemplo, foi realizado em Vancouver, British Columbia. Em 1922, a CLTA começou a publicar uma revista, Canadian Lawn Tennis; a primeira edição incluiu as regras completas que regem o tênis canadense. Em 1927, a CLTA juntou-se à ILTF. Em 1928, Meldrum propôs que um menino júnior de cada província fosse enviado para o Campeonato Canadense como forma de estimular a melhora em seu jogo. Naquela época, havia 366 clubes e mais de 24.000 jogadores filiados à CLTA. Robert N. Watt serviu como presidente por nove anos (1937–1945), e mais tarde se tornou o primeiro presidente canadense da ILTF em 1957. Em 1938, a CLTA formou uma comissão nacional de desenvolvimento de jogadores.
Durante a Segunda Guerra Mundial, a CLTA suspendeu a participação na Copa Davis e também suspendeu o Campeonato Canadense. Como durante a primeira guerra mundial, torneios beneficentes de guerra foram realizados no Canadá.
Em 1975, Josef Brabenec Sr. foi nomeado o primeiro técnico de tênis da seleção canadense. Durante sua gestão, ele projetou programas nacionais de desenvolvimento júnior e certificação nacional de treinadores. Em 1976, a CLTA começou a alugar uma área de quatro acres (1,6 ha) no terreno da York University em Toronto, pela quantia simbólica de um dólar por ano, com o objetivo de construir um centro de tênis de cinco quadras de um milhão de dólares, para ser o lar de o torneio Canadian Open.